# 오모에반도

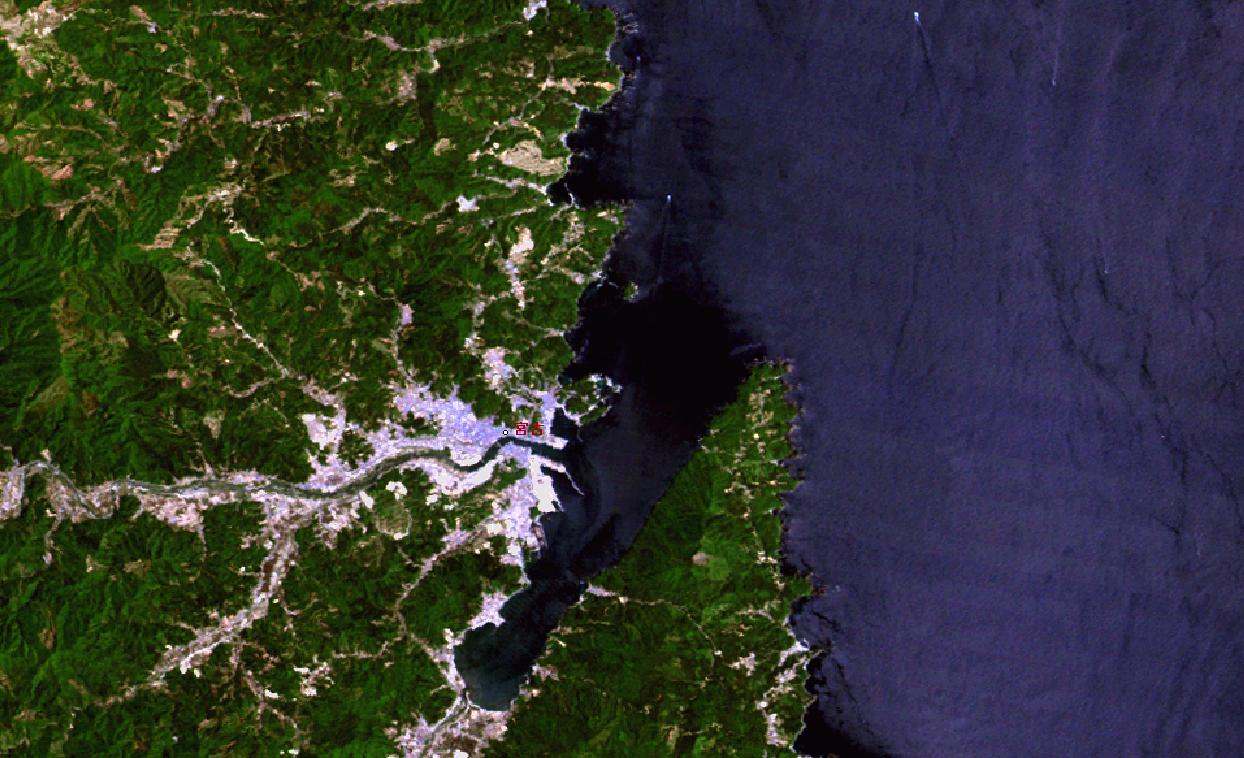
오모에반도의 위성사진

오모에반도(일본어: 重茂半島, おもえはんとう)는 일본 이와테현 남동부에 위치한 태평양과 접한 반도이다. 혼슈의 최동단으로서 수많은 하구와 반도가 나 있는 산리쿠 연안 중에서도 가장 큰 반도이기도 하다.

## 자연
오모에반도의 대부분은 수목으로 덮인 산지와 절벽으로 구성되어 있기 때문에 산리쿠 연안에서도 풍경이 뛰어나기로 손꼽힌다. 오모에반도의 연안은 전부 리쿠추 부흥 국립공원으로 지정되어 있으며, 높이 100m 정도의 급경사면이 연속해서 나 있다. 북쪽 끝에는 헤이자키곶 (閉伊崎)이, 동쪽에는 혼슈 최동단 도도곶 (魹ヶ崎)이 있으며, 이곳에 도도 등대와 기념비가 세워져 있다. 반도 북부의 츠키산 (月山)은 이 일대를 전망하기 좋은 곳으로, 북쪽으로는 미야코만과 조도가하마 (浄土ヶ浜), 남쪽으로는 야마다만, 동쪽으로는 도도곶과 태평양이 펼쳐진다.
2011년 3월 11월 발생한 도호쿠 해역 대지진 당시 피해를 입은 지역 중 하나로, 쓰나미가 시속 115km로 해안에 밀려왔으며 그 높이는 40.5미터로 일본 역대 쓰나미 가운데 최고치를 기록했다. 당시 미야코시의 중심부와 반도 내 시가지를 연결하는 도로인 이와테현도 41호 시게모반도선이 쓰나미에 직격탄을 받아 붕괴하거나 갈라지는 피해를 입어, 치도리 (千鶏)와 이시하마 (石浜) 지역는 3월 15일까지 나흘간 고립됐다. 또 반도 내에 위치한 우이소 초등학교와 치도리 초등학교 재학생은 쓰나미의 영향으로 오모에 초등학교에서 수업을 실시하기도 했다.